# 마커스 데이비스

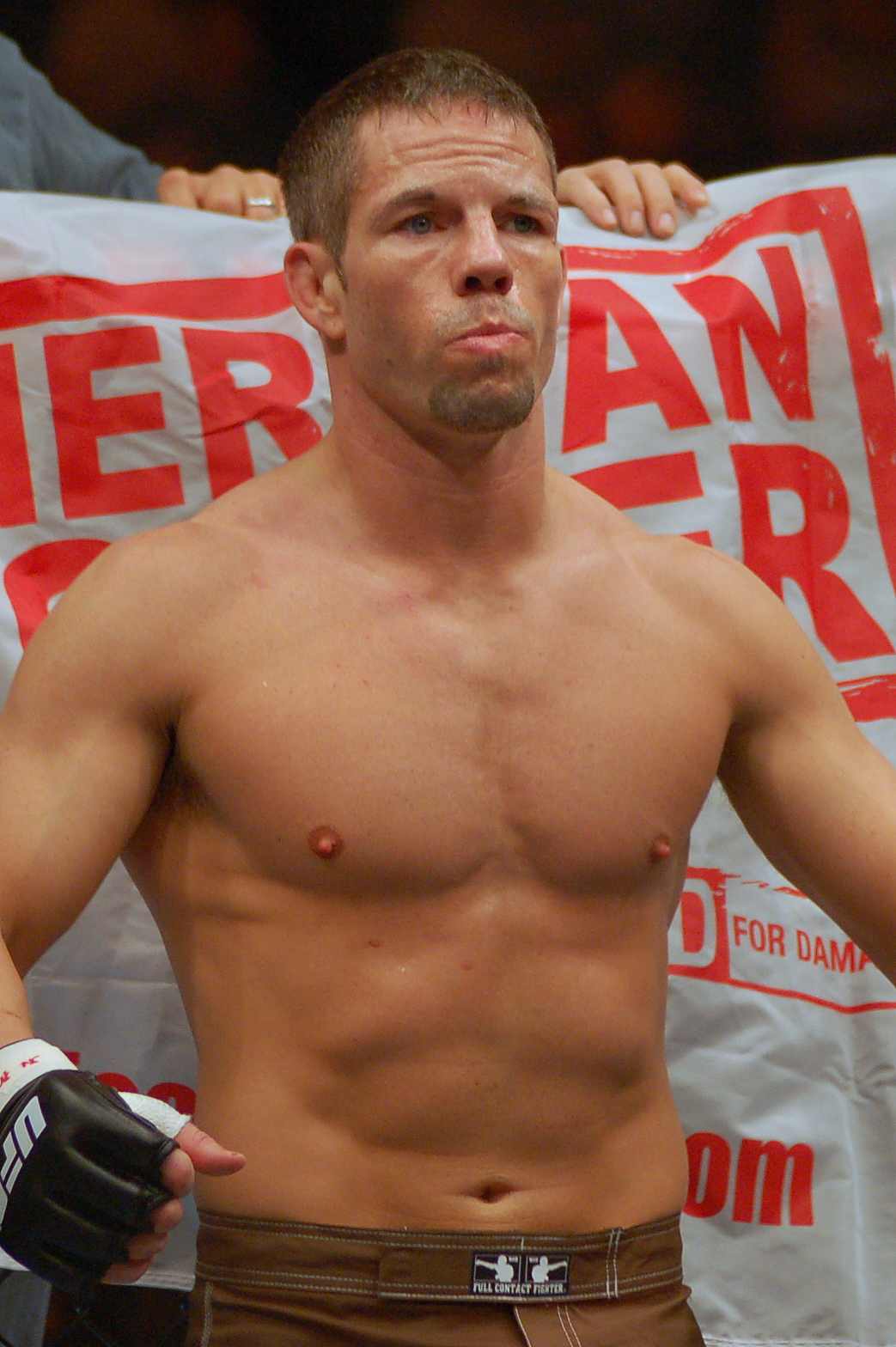

마커스 데이비스(Marcus Davis, 1973년 8월 24일 ~ )는 미국의 프로 종합격투기 선수이자 전 복싱 선수이다. 얼티밋 파이팅 챔피언십(UFC)에 참가한 것으로 유명하다.
호울튼에서 태어나 메인주 뱅고어에서 자랐다.